# Liste der Wappen im Landkreis Mayen-Koblenz
Liste der Wappen im Landkreis Mayen-Koblenz in Rheinland-Pfalz, Deutschland.

## Landkreis Mayen-Koblenz

Wappen
Lage in Rheinland-Pfalz
Lage in Deutschland

### Verbandsfreie Gemeinden/Städte

Andernach, Große kreisangehörige Stadt
Bendorf, Stadt
Mayen, Große kreisangehörige Stadt

### Verbandsgemeinde Maifeld

Verbandsgemeinde Maifeld

Einig
Gappenach
Gering
Gierschnach
Kalt
Kerben
Kollig
Lonnig
Mertloch
Münstermaifeld, Stadt
Naunheim
Ochtendung
Pillig
Polch, Stadt
Rüber
Trimbs
Welling
Wierschem

### Verbandsgemeinde Mendig

Verbandsgemeinde Mendig

Bell
Mendig, Stadt
Rieden
Thür
Volkesfeld

### Verbandsgemeinde Pellenz

Verbandsgemeinde Pellenz (bis 2017)
Verbandsgemeinde Pellenz (ab 2017)

Kretz
Kruft
Nickenich
Plaidt
Saffig

### Verbandsgemeinde Rhein-Mosel

Verbandsgemeinde Rhein-Mosel

Brey
Alken
Brodenbach
Burgen
Dieblich
Hatzenport
Kobern-Gondorf
Lehmen
Löf
Macken
Niederfell
Nörtershausen
Oberfell
Rhens, Stadt
Spay
Waldesch
Winningen
Wolken

### Verbandsgemeinde Vallendar

Verbandsgemeinde Vallendar

Niederwerth
Urbar
Vallendar, Stadt
Weitersburg

### Verbandsgemeinde Vordereifel

Verbandsgemeinde Vordereifel

Acht
Anschau
Arft
Baar
Bermel
Boos
Ditscheid
Ettringen
Hausten
Herresbach
Hirten
Kehrig
Kirchwald
Kottenheim
Langenfeld
Langscheid
Lind
Luxem
Monreal
Münk
Nachtsheim
Reudelsterz
Sankt Johann
Siebenbach
Virneburg
Weiler
Welschenbach

### Verbandsgemeinde Weißenthurm

Verbandsgemeinde Weißenthurm

Bassenheim
Kaltenengers
Kettig
Mülheim-Kärlich, Stadt
Sankt Sebastian
Urmitz
Weißenthurm, Stadt

## Historische Wappen

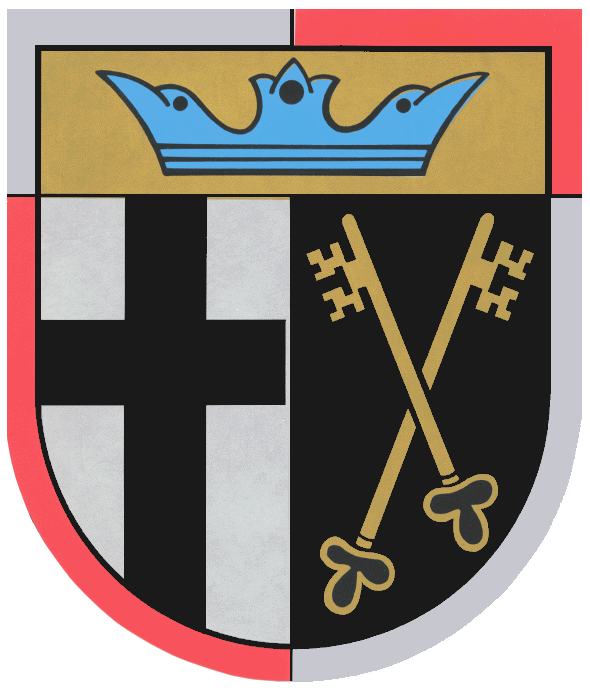
Verbandsgemeinde Rhens
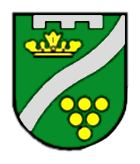
Verbandsgemeinde Untermosel